# Бектасов, Кабдул Утепович
Кабдул Утепович Бектасов (каз. Бектас Қабдол Отепұлы;) — заслуженный работник транспорта Республики Казахстан, ветеран Великой Отечественной войны. Писатель, создатель первого русско-казахского словаря терминов гражданской авиации.

## Биография

### Детство
Родился 15 октября 1924 года в селе Новая Казанка Карасамарской волости Гурьевского уезда Уральской губернии Киргизской АССР РСФСР, ныне село Жанаказан входит в Жангалинский район Западно-Казахстанской области Республики Казахстан. Окончил школу с золотой медалью.

### Военные годы
В 1942 году призван в армию из села Бирлик. По итогам экзаменов отправлен в Ленинградское военное училище связи, которое было эвакуировано в Уральск. В 1943 году отправлен в воздушно-десантные войска, формировавшиеся в городе Яхроме под Москвой. В 1944 году переведен в город Тейково Ивановской области в 14-ю отдельную гвардейскую роту связи 103-й гвардейской воздушно-десантной дивизии. Воевал в составе действующей армии 2-го Украинского фронта в Польше, Венгрии, Австрии. После Победы продолжал служить в Чехословакии и Венгрии. В 1946 году переведен служить под Рязань, потом в город Полоцк, Витебской области Беларуси. Демобилизован в марте 1947 года.
В 1999 году опубликовал мемуары «Записки радиста».

### Профессиональная деятельность
Поступил в Московский институт инженеров транспорта. Из-за необходимости совмещать учебу с работой университет вынужден был бросить. Поступил в Троицкое авиационное техническое училище, в котором курсанты находились на государственном обеспечении. Получил квалификацию бортмеханика. Окончил училище в 1950 году.
С 1950 года — бортмеханик в Алма-Атинском авиаотряде гражданской авиации. Летал на самолетах Ли-2, Ил-12, Ил-18. Прошел переподготовку на турбореактивный самолет Ту-104 в Новосибирске в 1957 году. Одним из первых казахстанских специалистов прошел подготовку на Ту-154, уже работая в УТО (учебно-тренировочном отряде) инструктором.
В 1961 году работал в Африке, в республике Гана в числе лучших специалистов СССР в рамках программы по поддержке получившей независимость Ганы: передаче советских самолётов и обучению летного состава. В составе советских экипажей выполнял международные рейсы из Ганы в Европу, в Африканские и Ближневосточные страны.
С 1969 года — инструктор в учебно-тренировочном отряде (УТО). Много лет работал в комиссиях по расследованию лётных происшествий на всей территории СССР.
После выхода на пенсию составил и издал первый «Русско-казахский словарь авиационных терминов».

## Награды
- Орден Красной Звезды;
- Орден Отечественной Войны I-ой и II-ой степеней[3];
- Медаль за взятие Будапешта;
- Медаль за Победу над Германией;
- Звание Заслуженный работник транспорта Казахской ССР (1973 год);
- Знак отличия «За безаварийный налёт часов».

## Труды и сочинения
- Абдулдина, Базар Шәріпқызы — Кәсіби қазақ тілі [Мәтін]: авияциялық оқу орындарындағы тасымалды ұйымдастырушы-техниктерге арналған оқу құралы / Б. Ш. Абдулдина. — Астана: Фолиант, 2007. — 120 б. — (Кәсіптік білім). — ISBN 9965-35-206-2
- Записки радиста / К. У. Бектасов. — Алматы: Аль-Фараби, 1999. — 68 с.[4]
- Әуелеп ұшқан жылдарда / К. У. Бектасов — Алматы: Полиграфкомбинат, 1995. — 192 с.[5]
- Русско-казахский словарь терминов гражданской авиации / К. У. Бектасов — Алматы, 1998.